# 林旺
林旺（？—2003年2月26日），原是第二次世界大戰期間在緬甸為日軍服役的工作象以及亞洲象，1945年緬甸戰役被國民革命軍孫立人部隊得到，與其他大象輾轉到廣州，1949年隨國民政府遷至臺灣，1954年安養在臺北市立動物園，成爲臺北市民中最受歡迎的動物之一。

## 生平

### 緬甸時期
林旺的出生年無相關證明，依孫立人部屬主張是1932年左右以及新一軍三十師參二課尹駿認為1918年左右等說法。其原名「阿美」是緬甸馴象師對其稱呼的音譯，原先與所屬的緬甸馴象師是為英國人工作，後來被日軍第18师团俘虜作運載工作。
1945年春，孫立人帶領的中國遠征軍奉命越過瑞麗江進攻南坎。時任新一軍三十師參二課的尹駿等人，趁日軍重兵面對瑞麗江北側而後勤輜重兵力不足時，晚上渡河抓獲四名馴象師和十三頭大象、以及大批糧食、軍械、彈藥。收復南坎後數天，新三十師師長唐守治舉行記者招待會，展示包含林旺等大象等日軍裝備等戰利品。
之後，林旺在戰爭中繼續擔任搬運彈藥、糧食的工作。三個多月後，林旺等象隨遠征軍原準備與雷州半島登陸的美軍會合時，正好日本投降，便從緬甸入雲南，再經桂林，以在南寧船運至廣州。由於稻草、豆餅、黃豆的騾馬口糧不足以餵養大象，於是尹駿等軍人便訓練象群作表演來賺錢。自從進入雲南省境，路途都是石頭路、硬泥路，習慣叢林路的一些大象走跛腳、又不飽，一路上便死去六頭。

### 廣州時期
到廣州後，孫立人將兩頭送給北京清華大學、另外兩頭各受送天津、長沙動物園，剩餘三頭暫留廣州。新一軍印緬陣亡將士公墓落成，在場的軍人紛紛流淚，一旁的林旺也悲鳴起來。不久，留在廣州的象又病死了一頭，就只剩下林旺和阿沛。阿沛象牙不明顯、體形較小，曾被誤以為雌性。
據新竹高中退休教師黃祖蔭回憶，1949年春時，大象是放在廣州中山公園。1949年3月，孫立人在武漢招收李秀圃等流亡學生投效新軍，先以粵漢鐵路列車運送到廣州，然後4月1日便用海吉號輪船將他們與大象從黃埔載運到臺灣。

### 高雄時期
林旺和阿沛到台灣後，在高雄縣鳳山灣子頭營房作粗工。黃埔軍校騎兵科畢業、時任陸軍官校馬匹教養所所長的郝宏文回想，當年特別蓋了象房，並由一位中尉專責照顧。飼養地點為當時的第四軍官訓練班，為今日的鳳山陸軍官校南營區林旺公園。
1949年時，林旺是由軍人孫芳元照料。據陸官校友譚熊回憶，林旺來到官校後，成為最受官校師生兵歡迎的明星，許多官兵會來觀看。看守灣子頭營區靶場的周有錞，還常偷拔台糖甘蔗給林旺吃，並稱牠叫「乖乖」。該年在鳳山當少年兵的金帝說，林旺愛戴花圈，當士兵唱歌就跟著搖屁股，部隊集合也會來鬧排隊，還有一次被郭廷亮在香蕉裡塞辣椒粉整過。

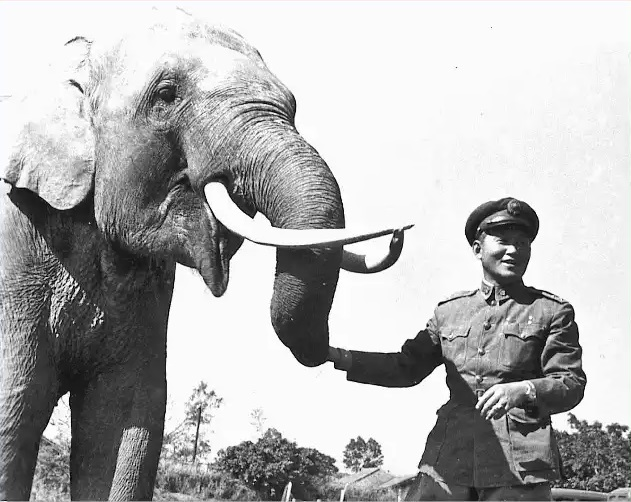
孫立人與林旺在1950年於陸軍官校合照，拍攝者為羅超群。

阿沛在1951年春死去，死因是感染寄生蟲，骨骼送到圓山動物園供覽，後放在臺灣博物館倉庫。
此時，圓山動物園原有的母象瑪小姐已病死。台北市議會因臺北市政府透過三井洋行向印度購買一隻大象卻沒消息，於是議員在1951年通過請市府函請孫立人贈與大象。1952年4月22日，動物園先從泰國引進1948年4月20日生的母象馬蘭。
當馬匹教養所因騎兵需求漸減而解散，林旺只好離開軍營。林旺曾養在孫立人住過的原日本第八飛行聯隊隊長官舍外。1954年5月，林旺遷居至旗山，養於該鎮南勝里和尚坡。因牠不適應，把當地農家毀壞，而決定送至圓山動物園。園方嫌本名「阿妹」或「阿美」太女性化，所以決定幫改名為「森林之王」，就簡稱為「林王」，卻被媒體誤聽為「林旺」。

### 歡迎報導
1954年，林旺要北上與馬蘭「結婚」時，林旺報導為現年二十五歲、體重二公噸、高一丈、長一丈三台尺、尖牙長約三台尺。由蔡清枝率領的圓山動物園「迎親專使」一行人到旗山後，經孫立人協助，向部隊借用十四輪平板卡車。原本10月27日林旺就要運送，但牠以腳掌先探了探車上地板後，便拒絕上車，拖延了一日，次日下午7點被逼上車，由孫芳元陪同隨行。
臺北市市民獲悉會有大象到達，便有很多人打電話到動物園詢問到達的準確時間，有的乾脆去台北大橋和動物園門前等候。當晚11時，林旺到達台南縣過夜，29日晨8時半再啟程，晚上8時半宿於臺中縣清水過夜，次日啟程至臺北。三天都在車上護送的郝宏文回憶，當時正值大熱天，林旺只吃西瓜、甘蔗尾等副食，吃得是不亦樂乎。北市愛護動物協會常務理事廖鐘脈、與圓山動物園園長吳焜鈺，特攜去大串香蕉乘車赴中壢途中迎接。
至10月30日下午5點45分，臺北市民見到林旺導車由台北橋轉入延平北路時，不是佇立街頭歡迎、就是停駛觀看，兒童們更在車後追隨不捨。高玉樹也以台北市主人身份迎接林旺於圓山動物園門前。在動物園門口等待的觀眾，見到林旺聽從孫芳元以安徽口音的國語命令，先退出木檻再在車尾轉彎來慢慢下梯，便鼓掌稱讚這種粗中有細的動作。日後，圓山動物園便以林旺入園日作其生日。
當林旺一下車，嗅到「異類」的氣味，立即舉起長鼻發出十幾秒的象嚎，園內的群獸也紛紛回應。

### 圓山時期
1954年10日31日，林旺來第二日，圓山動物園一天之中售出一萬二千餘張門票，打破歷來售票之最高紀錄。孫立人在臺北是住於原臺灣軍司令官官邸。當天一早7點，孫立人也乘車來探望，並攜大批香蕉禮物撫慰。為了怕林旺不習慣，孫芳元護送後還留在動物園四個月後才歸隊。
林旺來到臺北因立刻成動物明星，便由牠擔任動物園慰靈祭的「陪祭官」，要表演下跪。林旺被認為是陪伴臺灣三代人的動物明星，臺灣人不少的兒時回憶是著坐著火車到圓山看牠。
園方為林旺提供的食物是綑起的青牧草作主食，副食則有吐司麵包、甘蔗、地瓜、玉米和胡蘿蔔等。曾任園長的陳寶忠說，林旺會等馬蘭先嘗食物後才去吃，且若食物沾到尿便拒吃。
每年11月到翌年4月，林旺與一般成年的亞洲象一樣會出現狂暴期，變得特別暴躁、食欲不振。1953年，林旺撞傷動物園工人而被繫上鐵鍊。1957年報導，林旺因患足疾，性情暴燥。1969年，林旺檢查發現直腸瘤，在沒有麻醉下被園方綁住作手術，此後林旺心性大變。園方陳寶忠表示，林旺對為牠打過針的獸醫、或對牠不客氣的飼養工記恨，動輒噴水報復。在木柵時期服務的獸醫張志華回憶，治療林旺時是花了一段時間培養情誼，才讓牠從不願意到最後可讓他抱著象鼻撫摸。
對於年齡落差大的林旺與馬蘭多年來沒有孩子，園方的趙明杰解釋大象要到十五、六歲才發育完全，二十歲進入發情期高峰，但公象生殖能力自四十多歲起即走下坡。園方曾想用人工動物取精，但擔憂林旺承受不了麻醉和電擊的危險。陳文茜十七歲住在臺北市中山北路三段時，因以前從身為同學的孫立人女兒聽過林旺，便去圓山動物園看，印象是林旺無精打采、馬蘭個頭小。1970年代，馬蘭會脾氣不安穩，是因林旺會推開想親熱的馬蘭，使得馬蘭轉向對管理員出氣。1975年12月22日，馬蘭用象鼻將飼養工擠死在牆上。兩頭象只讓信任的人靠近、餵食，因此園中能餵食的工作人員並不多。
1977年，欄舍加寬，園方才解除林旺腳鏈。1978年1月31日，林旺繫了二十五年的鐵鍊移除。
自1983年起，園方第一次為林旺作壽後，每年都在10月末前後為牠慶生。當年為慶祝，便透過台灣電視台節目《熱線你和我》尋找林旺之前的熟人。1983年10月13日，已六十二歲、住在臺北市的孫芳元來探望林旺。園方準備的生日蛋糕是以香蕉幹鋪成四方形的基座，再層層堆上牧草、甘蔗及香蕉葉，最外層則放上香蕉、蘿蔔、蘋果等水果等，總重達數十公斤。

### 搬運過程
對於林旺的個性，動物園管理人員以「膽小心細多機警」形容，如一次玩具輪胎掉落水池中，林旺就在水池邊徘徊，不入水把輪胎撿回。園方以林旺之所以長壽，認為牠心理便是「一副沒做過的，所以我不做」、「危險的事我不做」。為計畫動物園遷到木柵，1985年，園方訓練獸類以誘導方式趕至訂製的大木箱來搬運，唯獨林旺每次堅持抗拒訓練。王光平任園長時欲將林旺與馬蘭留在圓山，並獲教育局長毛連塭支持。但最終，市政府沒有答應。
1986年10月14日早上8點，園方刻意拿林旺最愛吃的甘蔗作誘導，不料被牠用象鼻把甘蔗摔遠、踢走掉在腳邊的甘蔗。王光平只好由動員工用繩子拖，但林旺始終拖不動。直到後來牠在飢餓的驅使下，才走進有早餐的籠子裡，共費時近兩小時半。而馬蘭也在員工用滑車拉動下到午餐時分才進籠，費時一小時半。下午4時30分，牠倆在兩部卡車的載運下前往新園。
當天送至木柵時已是黃昏，林旺本一直不肯出來，可是一看到大象造型的電話亭，便急向前衝，結果跌入壕溝。園方認爲林旺把電話亭看成配偶，於是員工陳德和立刻放出馬蘭，林旺就一躍即爬出壕溝。

### 木柵時期
因林旺在調查中是台北市兒童最喜歡的動物，黃大洲在1994年選台北市長時，便以大象做CIS。
抵達木柵後，林旺還是會攻擊馬蘭，一次還把馬蘭踹入壕溝中，自己也因此折斷象牙，還造成鼻部流血。園方合力想用木棍將馬蘭撐起，卻失敗。之後，林旺還是以鼻子拉了馬蘭一把，才讓馬蘭順利脫險。1997年4月，馬蘭因需腫瘤動切除手術而麻醉倒地，林旺便抬頭對天空發出一聲嘶吼，開始情緒失控。
有關林旺歲數的官方說法，一直都是認為1917年生。孫立人部屬曾指林旺實際年齡比一般說法少十五歲。1997年8月，園長朱錫五至德國參加國際動物園長會議以林旺為題作專題報告，受國際人士好奇林旺年齡，因那時圈養亞洲象壽命約七十歲。該年園方以林旺有八十歲為由，推出紀念墜子。園方本來想為林旺申請圈養大象最高齡的金氏世界紀錄，但提不出出生證明。2001年10月28日園方慶祝林旺生日時，面對孩童問起林旺出生時間，園長楊勝雄解釋林旺並沒有出生證明，以10月30日入園日作牠生日，慶生活動則選於10月底假日以便廣大象迷都能參與。
2002年9月30日，馬蘭被台大醫院和新光醫院切片證實為腳趾部分生腫瘤。10月14日上午9點15分，馬蘭因右前腳惡性纖維肉瘤併發淋巴結及肺臟轉移，呼吸衰竭病逝。園方在馬蘭生前就已準備為牠進行安寧照護、不再施藥。當馬蘭的屍體拉起隔離布幔時，林旺不斷地用長鼻頂著鐵柵門，發出低沉的哀鳴聲。馬蘭規劃的墓地位於動物園南方的環園道路旁，不立碑或特別標記，後面是一塊小土丘，旁邊則有蓊鬱的樹林，很類似野生大象居住的森林環境。

### 年邁去世
馬蘭過世後，林旺對每天送來的食物謹慎接受。後來，林旺右後腳受傷，便以屁股靠在牆壁撐著，導致尾椎磨擦過度而受傷腫大，一直找展示場中假山的尖銳處磨擦，或讓電牧線觸電。2003年農曆春節過後，林旺健康狀況開始急遽走下坡，步伐愈顯得蹣跚，食慾差。以前林旺一天食量是二百公斤以上的食物，2003年2月中旬後開始食慾大減，食量只有過去的三分之一。儘管園方換菜單希望或提供甘蔗，希望刺激食慾，但林旺益發吃少。園方研判林旺起碼消瘦了三百公斤至五百公斤左右，而顯得皮皺、蹣跚。獸醫雖已餵藥，不料卻被林旺吐了出來。泰國獸醫專家來臺灣診斷，認為林旺因老邁已無法救治。
2003年2月23日，林旺反常地進入水池泡了一個多小時。時任園長的陳寶忠本計畫台北市教育局聯繫，打算2月28日邀請學生到動物園探望重病的「林爺爺」。住在永和市的周有錞說看新聞報導林旺身體不好，便急著想來看牠最後一面再拍張照。但在2月26日凌晨2時30分，林旺在池中靜靜倒下死亡。林旺逝世的消息傳出後，26日一早，七十三歲的周有錞帶著1950年與林旺的合照前往，卻因林旺所在的雨林區無法進入，只能在外大哭。其餘遊客有的誦經祝禱、送上鮮花、或傷心地流下淚來。長居香港的金帝得知後也來到臺灣，於2月28日去林旺生前的動物園哀弔。
2月28日當天，市長馬英九委託台北市新聞處長金溥聰來到林旺住的白宮，送上台北市榮譽市民證書，由大象保母陳中平代表接受。除退伍老兵來哀弔外，不少來自中和、永和的緬甸僑胞都來。兒童在留言區以國字或注音寫著「阿旺爺爺我好想你」、「願你和馬蘭奶奶在那邊再相逢」。

## 製成標本

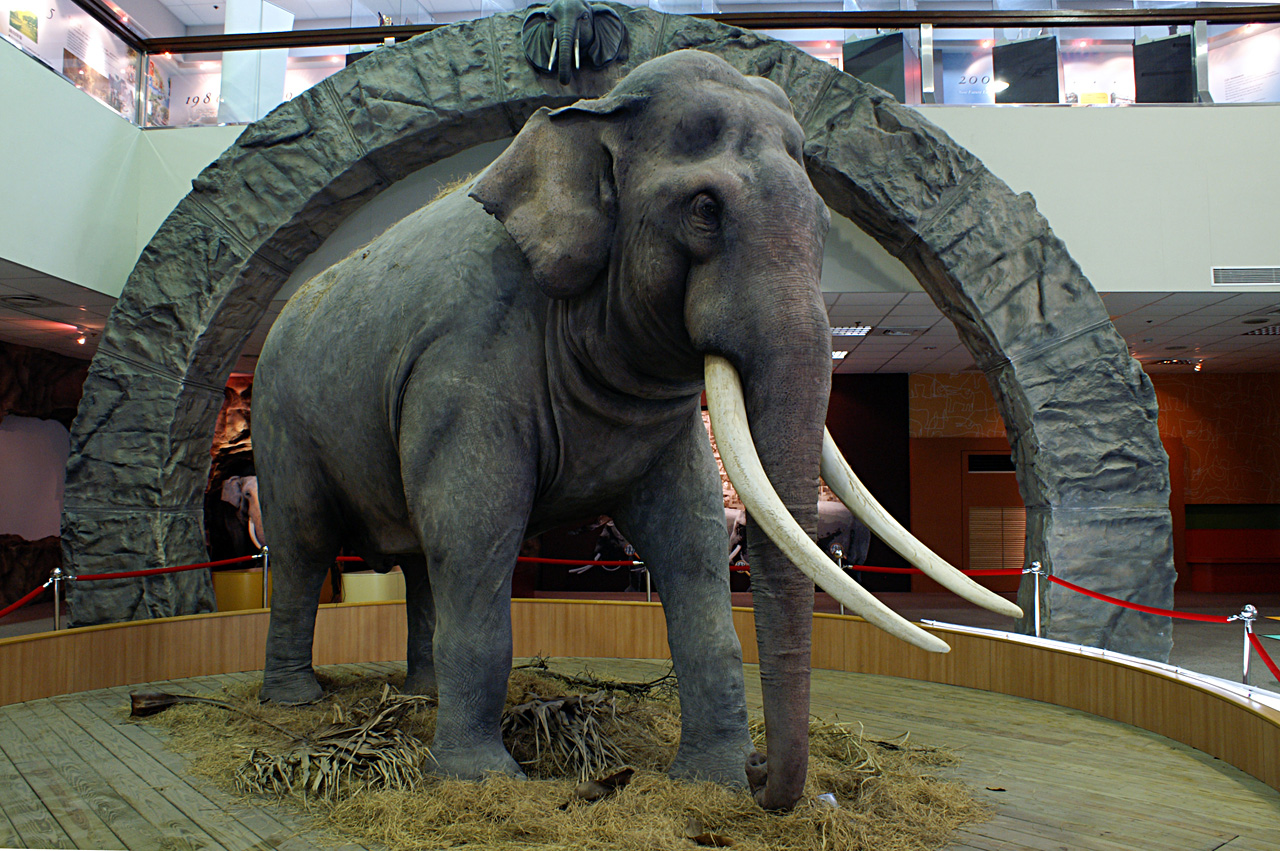
林旺標本

相較於木柵動物園可自己將林旺骨骼製作成標本，較為困難的皮毛標本就必須委外製作，而獲得味全、裕隆汽車、麗嬰房、動物之友協會等願意贊助標本製作。2003年8月9日，裕隆汽車宣布將獨家贊助林旺標本製作費新台幣五百萬元。當天，正逢與林旺同名雕刻家製作的林旺雕像在園內揭幕，便由同在場的馬英九贈與製作林旺前腳的拓印腳模給嚴凱泰。
園方制定十個驗收項目，包含美感、姿態、外觀、肌肉紋理、尺寸比例、象鼻型態、皮毛縫合、頭部相似度、象牙相似度、及人工眼珠眼神，每項十分、滿分一百分，每低於一分必須扣款一％（約台幣四萬元）。標本委由在台北縣深坑鄉開設工作室的林文龍、林志昌、萬民祥、陳芳明、李奇峰團隊製作。製作第一階段，是將毛皮整片取下翻模製成玻璃纖維。皮毛縫合工作，是由台北縣丹鳳國中家政科老師蔡秀滿製作。為還原生前的皮膚顏色，團隊需參考上百張林旺生前的照片及眾多資料來上色，須以油性顏料在顏面及耳朵部分畫上零點五公分或更小的、均勻遍布達幾千點的老人斑。在架構上不是填塞式，內部以鋼架、木製架設，採一比一的模型後上皮縫製上包裝。2003年11月20日開工，至2004年5月21日完工。
2004年6月7日，林旺標本送至木柵動物園教育中心。園方以恆溫（攝氏26至27度）、恆濕（濕度70％）的環境下，保存林旺標本。該年10月17日，林旺展示區開幕。
2017年8月9日到2018年3月18日，長五公尺、高三公尺半的林旺骨骼標本，與長四公尺、高兩公尺半馬蘭的骨骼標本在國立自然科學博物館展出。

## 相關創作
1986年，滾石唱片錄製紀念臺北市立動物園搬遷的唱片專輯《快樂天堂》，收錄歌曲〈阿旺的家〉是朱天文填詞、翁孝良譜曲。
1992年間，尹駿以「羅曼」為筆名，寫了四萬餘字的《林旺的故事》，描寫當初在緬甸遇到林旺的回憶。1995年10月29日慶祝林旺生日時，尹駿從新竹趕來探望。
2003年，聯經出版發行《民生報》記者張夢瑞寫的書《林旺與馬蘭的故事》，內容包含詳述林旺與馬蘭的故事，及孫立人、孫芳元、美國參議員諾蘭與林旺的合照。
2003年12月25日，宏廣卡通策畫的動畫《大象林旺爺爺的故事》開鏡。2007年，負責執導的王童表示，由於資金不足，陷入停擺。2010年，宏廣卡通與湖南瀟湘動漫文化公司合作。2017年6月20日，以《大象林旺之一炮成名》之名在上海上映。
在孫立人紀念館揭幕時，李如青遇到郝宏文，之後在研究滇緬戰役的攝影記者張良信的鼓勵下，李如青便創作以林旺與為題材的繪本《最後的戰象－大兵林旺》。2022年10月27日，李如青的《最後的戰象：大兵林旺三部曲》、孫立人攝影官羅超群之子羅廣仁的攝影照片，一同在孫立人將軍官邸展出。

## 外部連結
- YouTube上的臺北市立動物園紀錄片